# 土岐頼遠
土岐 頼遠（とき よりとお）は、鎌倉時代末期から南北朝時代にかけての武将、美濃国守護。

## 生涯
土岐頼貞の七男として大富館で生まれた。幼名は土岐七郎といい、父の頼貞の一日市場館には移らず大富館を継いだ。
兄には東寺の戦いで名を馳せた悪源太頼直、周請の乱の頼衡・頼連、伊予国守護となった頼清などがおり、異母弟には正中の変の頼兼、美濃国三代守護となった頼明、明智氏の祖である長山頼基らがいた。
父の頼貞と共に、始めは、鎌倉幕府の執権北条得宗家、及び六波羅探題に仕えていた。後に後醍醐天皇に呼応して反鎌倉幕府側として決起、のち足利尊氏に仕えて各地を転戦した武将であり、いわゆる｢婆娑羅大名｣の一人として知られる。
延元元年/建武3年（1336年）の多々良浜の戦いでは菊池武敏、同年の京都での新田義貞、
暦応元年（1338年）の北畠顕家との青野原の戦い、さらに新田義貞の弟・脇屋義助との合戦など、北朝（足利氏）側として南朝方との多くの合戦に参加している。
『太平記』によれば、頼遠が地元美濃で戦うことを主張して始まった青野原の戦いにおいて、顕家率いる奥州勢の50万騎とも言われた大軍を相手に足利方軍の他部隊が総崩れになる中で、頼遠は精兵1000騎を率いて鬼神のごとく奮戦したとされる。
しかしこの戦いで足利方は敗戦し、頼遠も一時行方不明となった（後に帰還）。この際の北畠軍の疲弊は大きく、後の進路転換・敗北の原因になったともされる。同作中では頼遠の武名は高く評価されている。
暦応2年（1339年）、父の死により家督を継いで土岐氏惣領となり、美濃国守護に就任した。また度々京都方面へ出兵したため同年に土岐氏の本拠地を土岐郡の一日市場館(鶴ヶ城)から、京都に近い厚見郡に移動、守護所を長森城に定めた。
暦応3年（1340年）、前年に越前で敗れて美濃国根尾城に籠っていた南朝方の脇屋義助を9月19日に土岐頼康等と共に攻め、脇屋義助は尾張に逃亡した。その後も各地を転戦して武功を挙げたが、自身の高名をいいことに奢り高ぶることも少なくなかった。
康永元年（1342年）9月6日、笠懸の帰りに行き会った光厳上皇の牛車に対して、酒に酔った勢いに任せて「院（）と言うか。犬（）というか。犬ならば射ておけ」と罵って牛車を蹴倒す（矢を射たとも）という狼藉行為におよんだ。
これを知った尊氏の弟・足利直義は激怒して頼遠逮捕を命じた。頼遠は一度は美濃に戻って謀反を計画するものの失敗、夢窓疎石のいる臨川寺に逃れ助命嘆願をした。
また各所から助命嘆願が相次いだため足利直義は「国師（夢窓）の口添えならば頼遠は厳罰とするが土岐子孫は許す」とした。頼遠は臨川寺を囲んでいた幕府軍に捕らえられ、侍所頭人細川顕氏に渡され12月1日に京都六条河原にて斬首された。
婆娑羅大名には多かれ少なかれ、朝廷などの旧来の権威を軽んじる風潮があったが、直義にとって光厳上皇は兄・尊氏の征夷大将軍任命とそれを行った光明天皇の即位に対する大義名分を保障する権威（治天の君）であり、その権威を揺るがす行為を容認することはすなわち室町幕府の正統性そのものを否定することにつながりかねないと考えていた。ゆえに、兄と幕府の正統性を守るためにも光厳上皇の権威の保持を功臣の生命よりも重んじたとされる。
高名な禅僧である夢窓の言によれば、頼遠は周囲からその軍才を認められており、処刑される直前まで助命嘆願の声が上がり続けていたとされる。
実際、9月の事件であるにも拘らず、12月まで処罰が遅れたことはそれを裏付けるものであるとする見解がある。その多くの戦功が認められていたからこそ、本来なら断絶するはずの土岐氏は存続を許され、土岐氏の家督は甥の土岐頼康に継承されたとする説である。
頼遠の息子たちは、光明ら9人があり、それぞれが祖となって本巣郡・山県郡・不破郡に移り土着したと伝わる。
武将としての活躍が多いが文化人としての側面もあり、『新千載和歌集』・『新拾遺和歌集』・『新後拾遺和歌集』に和歌が残されている。また、父と同じく寺社の開基に取り組み、夢窓疎石を美濃に招いて加茂郡に妙楽寺・東光寺を創建した。
法名は乗船寺覚然大悟大居士。岐阜県岐阜市手力雄神社にある宝篋印塔が墓とされている。

## 画像集

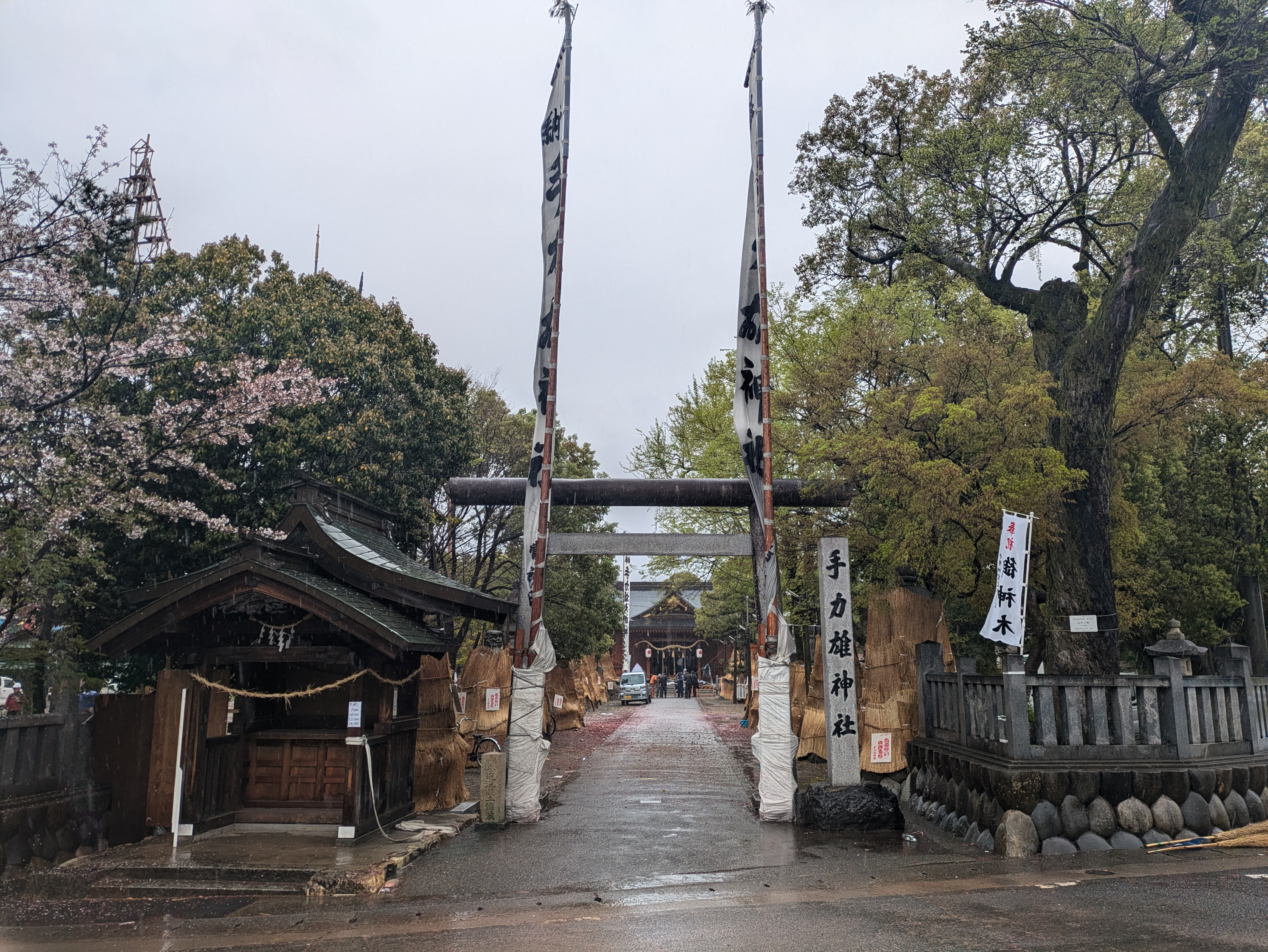
手力雄神社鳥居（岐阜市）（岐阜県岐阜市蔵前6-8-22）
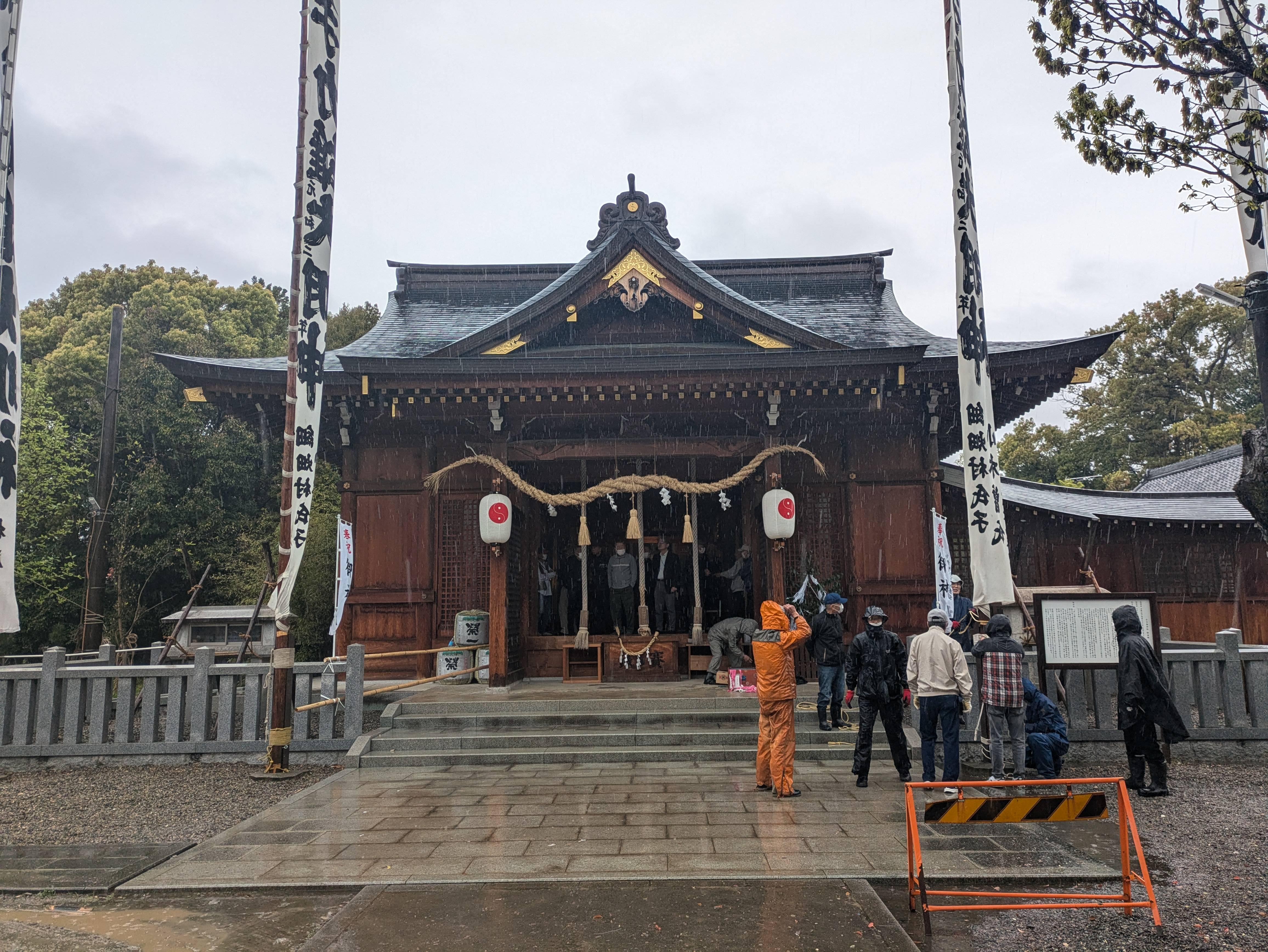
手力雄神社境内（岐阜市）（御由緒説明板に土岐頼遠長森城築いた跡地と有り）
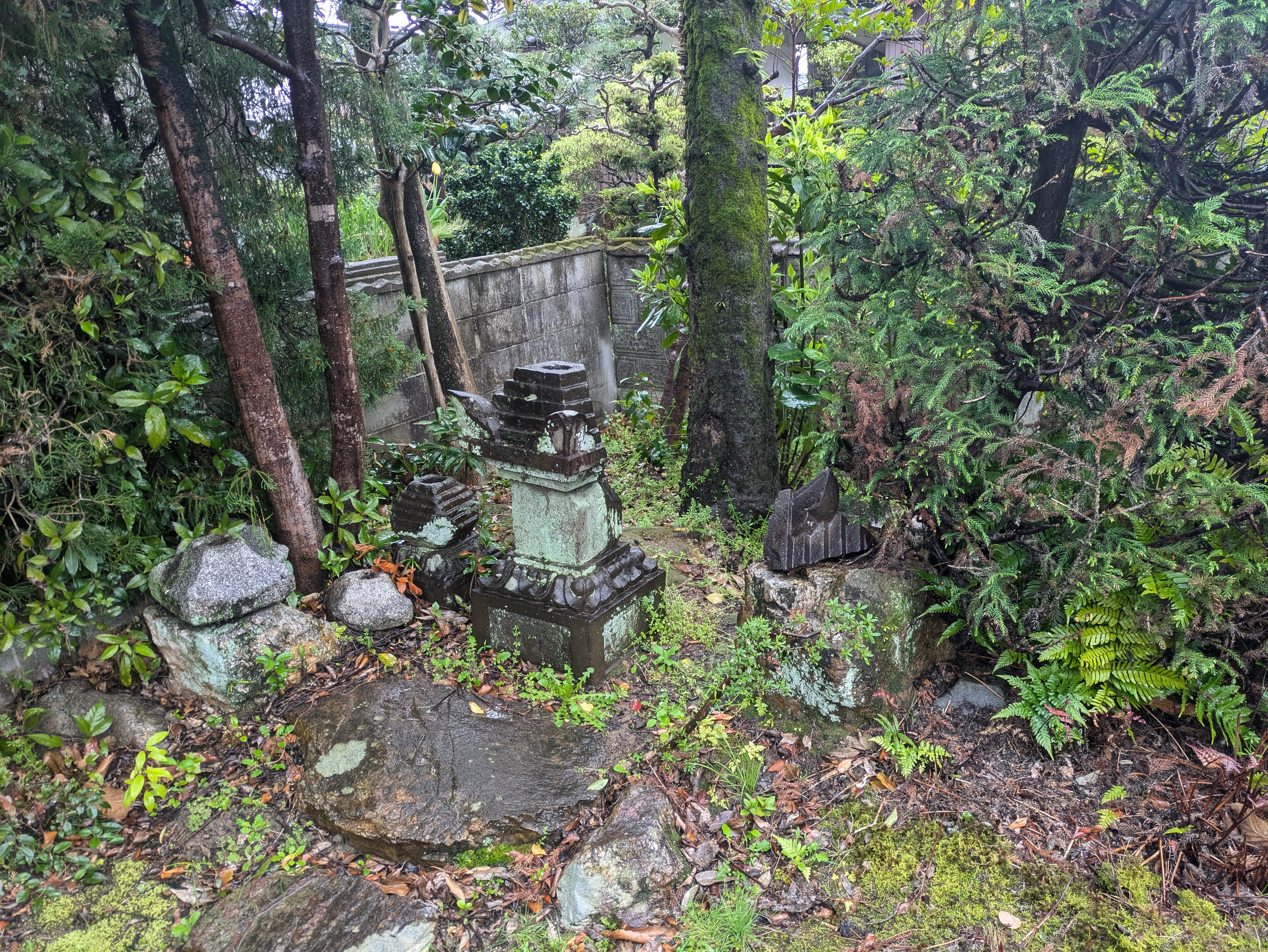
伝土岐頼遠の宝篋印塔（手力雄神社敷地内）（近くの田から発見？説明板なし）

## 関連作品
小説
- 安部龍太郎「狼藉なり」（文藝春秋『室町花伝』／文春文庫『バサラ将軍』収録、1995年）

テレビドラマ
- 『太平記』（1991年 NHK大河ドラマ） 演：下元史朗

漫画
- 『逃げ上手の若君』 - 人並み外れた巨体として描かれており、配下の雑兵を投げつけ爆散させる。上述の光厳上皇への狼藉も描かれていて、大徳王寺城の戦いにおいて北条時行に肩を射られ、後遺症から腕が動きにくくなったことへの憂さ晴らしが狼藉の原因としている。